# Marion (Dakota del Nord)
Marion è un centro abitato (city) degli Stati Uniti d'America, situato nella Contea di LaMoure, nello Stato del Dakota del Nord. Nel censimento del 2000 la popolazione era di 146 abitanti. La città è stata fondata nel 1901.

## Geografia fisica
Secondo i rilevamenti dell'United States Census Bureau, la località di Marion si estende su una superficie di 2,60 km², tutti occupati da terre.

## Popolazione
Secondo il censimento del 2000, a Marion vivevano 146 persone, ed erano presenti 40 gruppi familiari. La densità di popolazione era di 67 ab./km². Nel territorio comunale si trovavano 86 unità edificate. Per quanto riguarda la composizione etnica degli abitanti, il 98,63% era bianco, lo 0,68% proveniva dall'Asia e lo 0,68% apparteneva a due o più razze.
Per quanto riguarda la suddivisione della popolazione in fasce d'età, il 20,5% era al di sotto dei 18, il 4,8% fra i 18 e i 24, il 19,9% fra i 25 e i 44, il 26,0% fra i 45 e i 64, mentre infine il 28,8% era al di sopra dei 65 anni di età. L'età media della popolazione era di 49 anni. Per ogni 100 donne residenti vivevano 97,3 maschi.